# Cristopher Elliott
Cristopher Elliott (Miami, ...) è un giocatore di football americano e allenatore di football americano statunitense che gioca come runningback per gli Hildesheim Invaders.